# Stonewall (Texas)
Stonewall is een plaats (census-designated place) in de Amerikaanse staat Texas, en valt bestuurlijk gezien onder Gillespie County.
De plaats is vermoemd naar Thomas Jonathan "Stonewall" Jackson

## Demografie
Bij de volkstelling in 2000 werd het aantal inwoners vastgesteld op 469.

## Geografie
Volgens het United States Census Bureau beslaat de plaats een oppervlakte van
39,3 km², geheel bestaande uit land. Stonewall ligt op ongeveer 460 m boven zeeniveau.

## Plaatsen in de nabije omgeving
De onderstaande figuur toont nabijgelegen plaatsen in een straal van 40 km rond Stonewall.

## Geboren
- Lyndon B. Johnson (1908-1973), 36e president van de Verenigde Staten